# Porto da Carne
Porto da Carne ist eine Gemeinde (Freguesia) im portugiesischen Kreis Guarda. In ihr leben 338 Einwohner (Stand 19. April 2021).